# Amnistie fiscale pour les datchas
L'Amnistie fiscale pour les datchas (en russe : дачная амнистия) est une disposition de droit fiscal, en Russie, qui prévoit une déclaration simplifiée des capitaux rapatriés dans le pays en provenance de l'étranger pour pouvoir justifier, vis-à-vis de l'administration fiscale, les fonds utilisés pour l'acquisition d'un terrain ou la construction d'une datcha par des contribuables russes. Elle est en vigueur, sous une forme nouvelle depuis le premier mars 2018.

## Dispositions légales

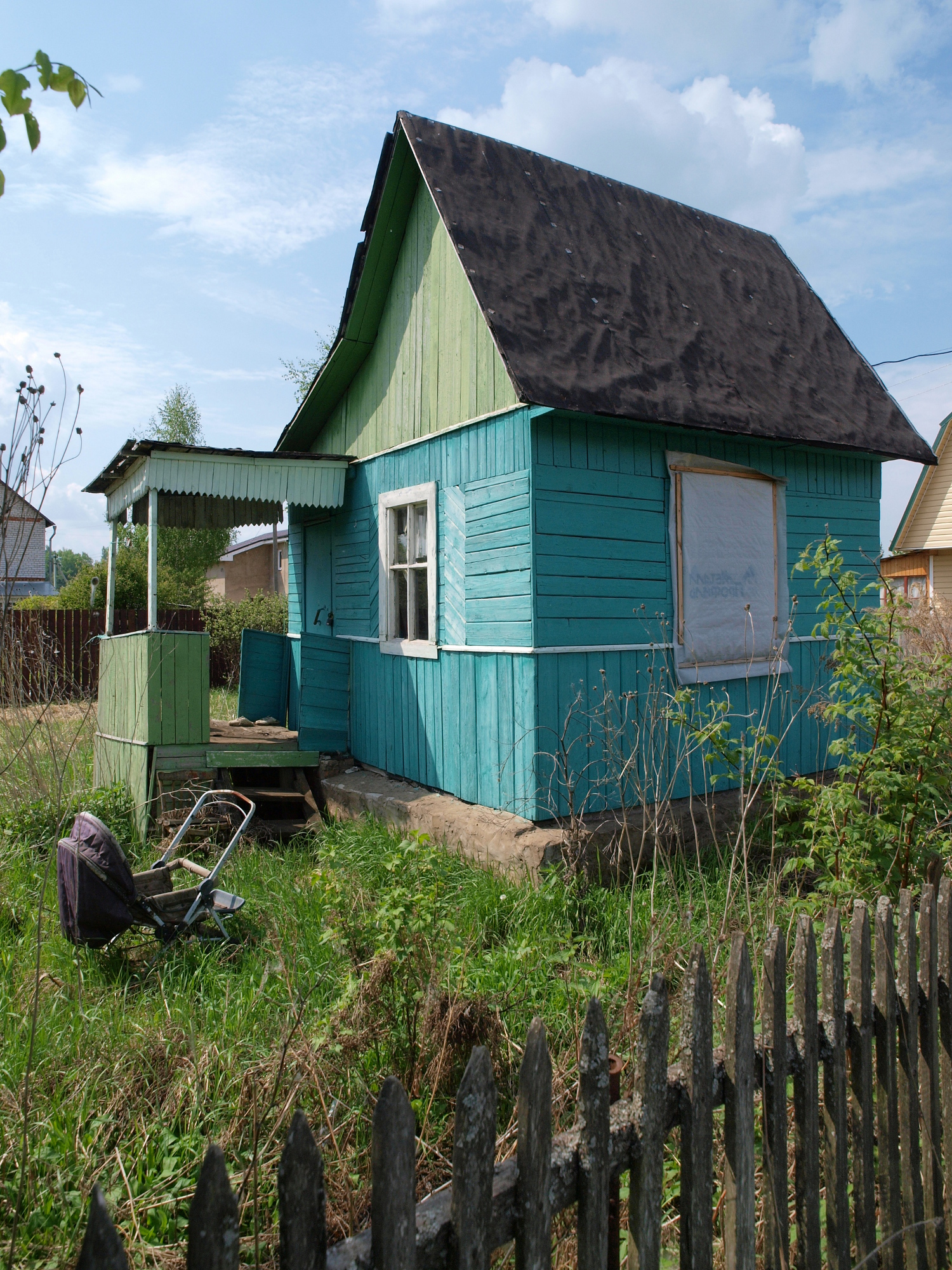
datcha

La disposition qui est entrée en vigueur, pour une durée de onze mois, le premier mars 2018 fait partie d'une deuxième vague de dispositions qui permet aux contribuables qui n'avaient pas  eu l'occasion de profiter de la première vague, de blanchir des capitaux ramenés en Russie. Cette disposition vaut autant pour les personnes physiques que pour les sociétés et autres personnes morales. La première vague de dispositions légales de même type a été promulguée durant les années 2006 et suivantes. En 2010 les dispositions existant à l'époque avaient été prolongées, puis en 2015-2016 une nouvelle vague de mesures similaires avait été mise en place dans la législation fiscale. Mais la dernière vague de dispositions n'a été utilisée que par 7.000 citoyens sur l'ensemble de la Russie dont la population s'élève à plus de 146 000 000 d'habitants. La dernière disposition en date a été prise le 19 février 2018 avec une date d'entrée en vigueur fixée au premier mars 2018 . Les premières dispositions apparues avaient pour but de permettre de faire rentrer en Russie l'argent sorti du pays à l'époque trouble de la Perestroïka et durant les années qui ont suivi.   
Un portail web a été mis en place qui donne les indications nécessaires aux citoyens concernés. 
Mais les services du cadastre (Rosreestva) se tiennent à la disposition des citoyens pour les éclairer dans leurs recherches des formulaires ad hoc. Toutes les régions de Russie disposeront de centres d'informations à ce sujet.   
L'amnistie concerne à la fois les terrains sur lesquels peuvent être construit des datchas et la construction ou l'achat du bâti.
La dimension du terrain ne peut toutefois pas dépasser 6 ares.